# 贝朗格勒维尔
贝朗格勒维尔（法語：Bellengreville，法語發音：[bɛlɑ̃ɡʁəvil] ⓘ）是法国卡尔瓦多斯省的一个市镇，属于卡昂区。

## 地理
贝朗格勒维尔（49°7'29"N, 0°12'41"W）面积10.15 平方千米，位于法国诺曼底大区卡爾瓦多斯省，该省份为法国西北部沿海省份，北濒大西洋英吉利海峡，东北与滨海塞纳省以海上边界相接，东临厄尔省，南至奧恩省，西与芒什省接壤。
与贝朗格勒维尔接壤的市镇（或旧市镇、城区）包括：布尔盖比、弗雷努维尔、维蒙、勒卡斯特莱、穆尔特-希什博维尔。

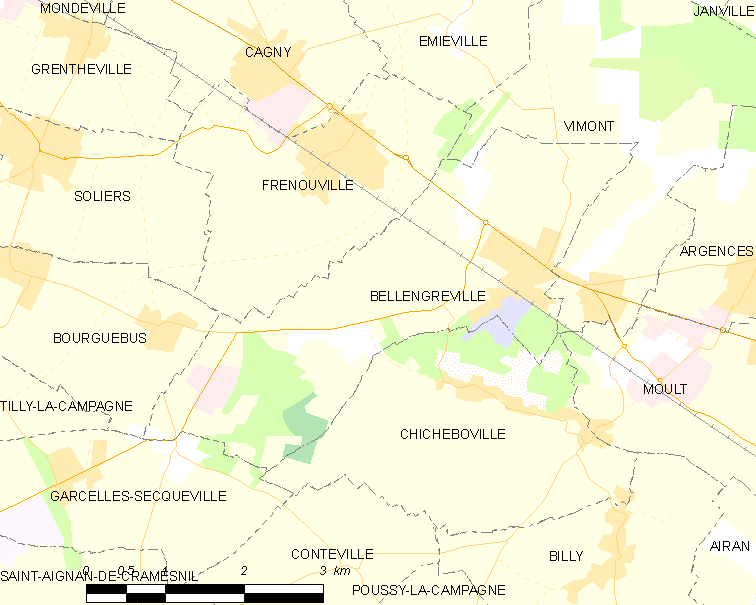
贝朗格勒维尔的OSM定位图

贝朗格勒维尔的时区为UTC+01:00、UTC+02:00（夏令时）。

## 行政
贝朗格勒维尔的邮政编码为14370，INSEE市镇编码为14057。

## 政治
贝朗格勒维尔所属的省级选区为特罗阿恩县。

## 人口

1962-2008年间贝朗格勒维尔人口变化图示

贝朗格勒维尔于2022年1月1日时的人口数量为1474人。